# Tammy Abraham
Kevin Oghenetega Tamaraebi Bakumo-Abraham vagy Tammy Abraham (Camberwell, London, 1997. október 2. –) angol válogatott labdarúgó, a Beşiktaş játékosa, kölcsönben az AS Roma csapatától.
A londoni klub saját nevelésű játékosa 18 évesen mutatkozott be a felnőtt csapatban. 2016 nyarán a Bristol Cityhez került kölcsönbe, ahol elsőként a klub történetében ő lett az év játékosa, az év fiatal játékosa és a házi gólkirály egy szezonon belül. 2017 nyarán a Chelsea a Swansea csapatának adta kölcsön egy idényre, ahol a Premier League-ben szerepelhetett. A 2018–2019-es szezont az Aston Villánál töltötte kölcsönben, és 25 bajnoki góljával jelentős szerepet vállalt a klub feljutásában.
2016-ban az U19-es EB-n bronzérmet nyert Angliával. 2017 novemberében a felnőtt válogatottban is bemutatkozhatott, 2019 novemberében pedig megszerezte első gólját a nemzeti csapatban Montenegró ellen.

## Pályafutása

### Chelsea: 2004–2016
Abraham 2004-ben került a Chelsea akadémiájára, ekkor csatlakozott a klub U8-as keretéhez. Az évek során végigjárta a korosztályos csapatokat, szélsőként és középcsatárként is gyakran szerepeltették őt. A 2013–2014-es szezont az U16-osoknál kezdte, egy héttel később pedig már az U18-as csapatban talált be a West Ham korosztályos csapatának. A 2014–2015-ös idényben 26 mérkőzésen 32 gólt jegyzett az utánpótláscsapatban, ebből kilencet az ifjúsági FA-kupában, a sorozat kétmérkőzéses döntőjében pedig oda-vissza betalált a Manchester City ellen. 2015. februárjában bemutatkozott a klub U21-es csapatánál is, és rögtön duplázni tudott egy 5–3-as győzelem alkalmával. Az UEFA Ifjúsági Ligában négyszer köszönt be, csapatával pedig ebben a kiírásban is diadalmaskodott. A sikerek a következő szezonban sem maradtak el, a Chelsea duplázni tudott, és újra megnyerte mind a két sorozatot. A korosztályos FA-kupában hat mérkőzésen hat gólt szerzett, a nemzetközi színtéren kilenc találkozón nyolcszor talált be. 2015. októberében új szerződést írt alá a klubbal, amely 2019 nyaráig szólt, Guus Hiddink jóvoltából az idény második felében többször edzhetett a felnőtt kerettel is.
2016. május 11-én 18 évesen debütálhatott a Premier League-ben, ráadásul a Liverpool ellen az Anfield Roadon kapott lehetőséget.
Négy nappal később a bajnok Leicester City ellen pályára léphetett  
a Stamford Bridge-en is. Akárcsak a Liverpool elleni, ez a mérkőzés is 1–1-es eredménnyel ért véget.

### Bristol City: 2016–2017
2016. augusztus 5-én kölcsönvette őt a Bristol City, ez azért volt fontos, hogy rutint szerezhessen felnőtt bajnokikon. Abraham másnap már be is mutatkozott a Championshipben a Wigan Athletic ellen 2–1-re megnyert bajnokin.
Augusztus 9-én a Bristol City a Wycombe otthonában játszott a Ligakupában. A találkozót Abraham döntötte el a 27. percben szerzett góljával. Négy nappal később a Burton Albion FC ellen az ő duplájának köszönhetően nyertek 2–1-re, ráadásul a győztes gólt a 95. percben szerezte.
Augusztus 23-án a Scunthorpe elleni Ligakupa mérkőzésen újra betalált, csapata pedig 2–1-re nyert és továbbjutott. Következő 3 bajnokiján egyaránt gólt lőtt az Aston Villa, a Rotherham és a Sheffield Wednesday ellen, az utóbbi meccsen duplázni tudott.
A Fulham otthonában kétszer nyertek három napon belül: a Ligakupában immár harmadik gólját szerezte egy 2–1-es győzelem során, a bajnokin pedig 4–0-ra nyertek, ahol szintén feliratkozott a gólszerzők közé.
Első két hónapjában 10 gólig jutott, ezzel a szurkolóknál ő lett a hónap játékosa, illetve a ligánál ő lett a hónap fiatal játékosa.
A következő 14 mérkőzésén ugyan csak 3 gólt szerzett, de az év végén sorozatban 3 bajnoki meccsen talált be: az Ipswich és a Reading ellen 1-1, a Sheffield Wednesday ellen pedig 2 gólt szerzett. Csapata azonban mindhárom mérkőzését elbukta.
Betalált a Cardiff ellen is 2017. január 14-én, de a Bristol City hazai pályán 3–2-re kikapott a walesi csapattól. A hónap végén 16. bajnoki góljával egy 20 éves rekordot döntött meg: ezelőtt tinédzserként senki sem tudott ennyi találatig jutni a bajnokságban. Februárban egy sérülés miatt jó néhány mérkőzést ki kellett hagynia, ennek ellenére 23 góllal zárta a szezont, ezzel Chris Wood mögött a második lett a góllövőlistán. Házi gólkirálysága mellett ő lett az év játékosa és egyben az év fiatal játékosa is a Bristolnál.

### Swansea City: 2017–2018

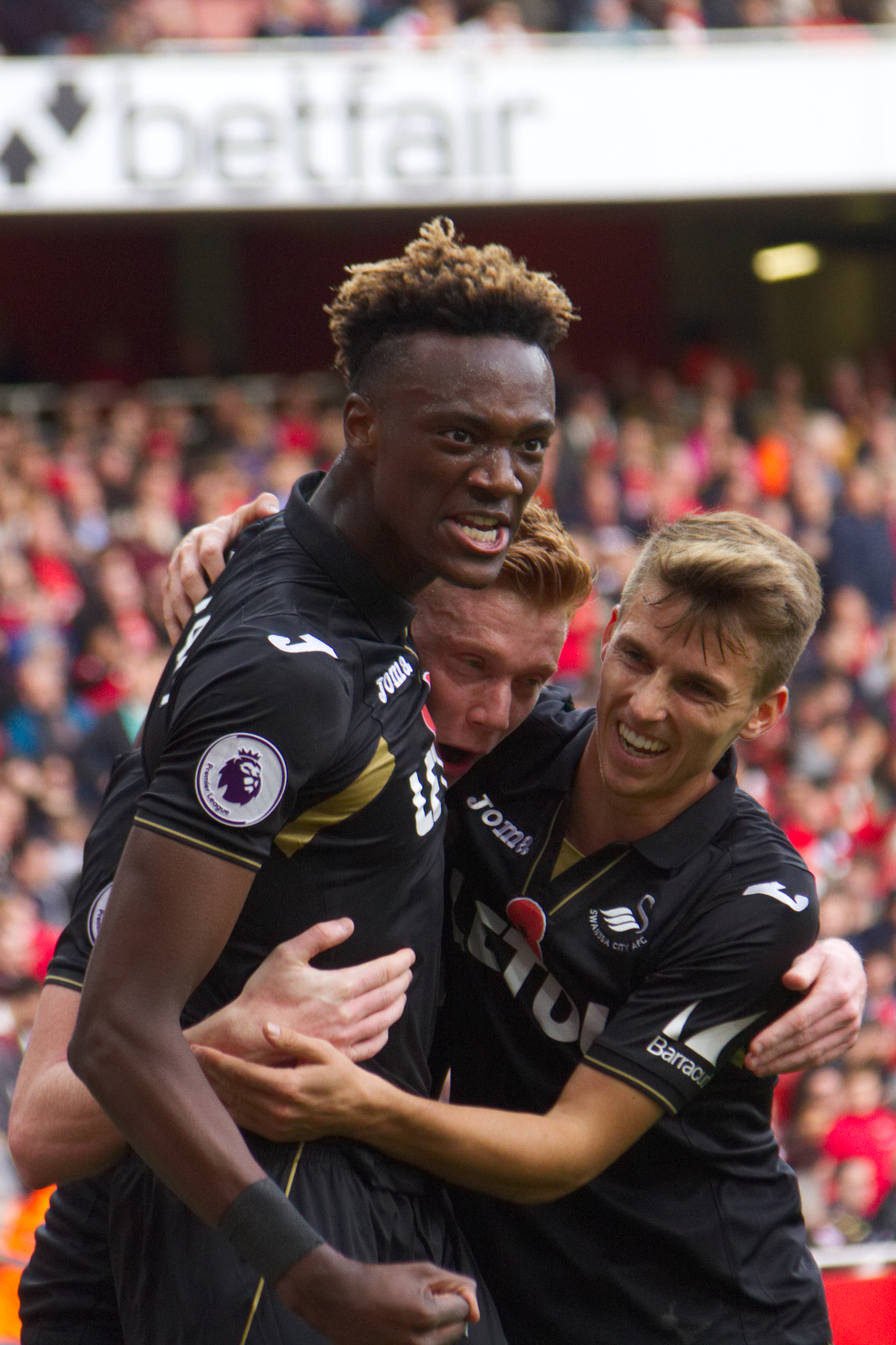
Abraham a Swansea játékosaként

2017. július 4-én Abraham öt éves szerződést írt alá a Chelsea-vel, klubja pedig újra kölcsönadta őt, ezúttal a Swansea csapatának. Ez komoly előrelépésnek számított, hiszen így az első osztályban játszhatott hétről-hétre. Bemutatkozására rögtön az első játéknapon sor került a Southampton ellen, ráadásul egyből a kezdőcsapat tagjaként. Augusztus 22-én megszerezte az első találatát, a Ligakupában talált be a Milton Keynes ellen. Első bajnoki góljára a harmadik körig kellett várni, Abraham a Crystal Palace kapuját vette be, ami egyben a Swansea első gólja volt az új idényben. Szeptemberben még betalált a Watfordnak, októberben pedig duplázott a Huddersfield ellen.
Az év hátralévő részében azonban már nem sikerült gólt szereznie, pedig csupán a nevelőegyesülete elleni bajnokit kellett kihagynia. Ráadásul a csapatnak sem ment igazán, így december 20-án edzőváltásra került sor, Paul Clement távozott a klubtól. Helyére Carlos Carvalhal érkezett december 28-án, aki kezdőként számított Abrahamre az év utolsó találkozóján a Watford ellen. Amellett, hogy ezúttal nem talált be, sérülés miatt idő előtt el kellett hagynia a pályát. Közel egy hónapos kihagyása után a Notts County ellen tért vissza az FA-kupában, de a Swansea csupán döntetlenre volt képes a negyedosztályú hazaiakkal szemben. Ennek a mérkőzésnek a visszavágóján azonban Abraham kiváló teljesítménnyel rukkolt elő. Két gólt lőtt, adott két gólpasszt is, csapata pedig 8–1-es győzelmet aratott, ami a Swansea történetének legnagyobb sikere volt a sorozatban.
Sérülése idején a csapat a Liverpool és az Arsenal ellen is nyerni tudott, a szezon hátralévő részében pedig Carvalhal többnyire csereként számított rá. A kupában azonban folyamatosan kezdett: a Sheffield Wednesday kiejtéséből egy gólpasszal vette ki a részét, és bár végig a pályán volt a Tottenham ellen a következő körben, a Swansea 0–3-as vereséget szenvedett, és kiesett a sorozatból. A szezon hátralévő részében csupán a West Bromwich kapujába talált be áprilisban, és ez volt az egyetlen bajnoki a tavasz folyamán ahol mind a 90 percet a pályán töltötte. A bajnokság utolsó fordulójában elszenvedett 1–2-es vereséggel a Swansea kiesett az első osztályból, Abraham pedig kölcsönszerződésének lejártával visszatért a Chelsea-hez.

### Aston Villa: 2018–2019
2018. augusztus 5-én Olivier Giroud távollétében csereként léphetett pályára a Manchester City ellen a  Community Shield döntőjében. Abraham 21 percet kapott Álvaro Moratát váltva, csapata azonban 0–2-re elbukta a finálét. Sok játékpercet azonban nem remélhetett a soron következő idényben, hiszen Giroud és Morata is előtte voltak a rangsorban. Augusztusban csak a második csapatban játszhatott a Derby County korosztályos csapata ellen. Ennek megfelelően számos klubbal hírbe hozták őt a nyár folyamán, ugyanakkor Maurizio Sarri szívesen marasztalta volna a fiatal támadót. Augusztus 31-én végül a másodosztályú Aston Villa szerezte meg őt kölcsönbe a következő szezonra.
Új csapatában 2018. szeptember 15-én mutatkozhatott be a Blackburn ellen, három nappal később hazai pályán pedig rögtön góllal debütált a Rotherham 2–0-s legyőzésekor. Október 3-án, a Preston elleni 3–3-as döntetlen másnapján a vezetőség felbontotta Steve Bruce szerződését. Abrahamre az új edző Dean Smith is alapemberként számított, első mérkőzésén a kezdőcsapatba jelölte őt. A támadó góllal hálálta meg a bizalmat egykori csapata, a Swansea ellen, az Aston Villa pedig ezzel a találattal be is gyűjtötte a három pontot. November 28-án 4 gólt szerzett a Nottingham Forest ellen, a találkozó 5–5-s döntetlennel zárult. Ezzel ő lett a 21. század első játékosa, aki négy gólig jutott egy mérkőzésen az Aston Villa színeiben. A novemberben négy meccsen szerzett hat góljának köszönhetően ő lett a hónap játékosa a bajnokságban. Decemberben további négy alkalommal talált az ellenfelek kapujába, így 14 góllal zárta a 2018-as esztendőt az Aston Villában.
A téli átigazolási időszakban felvetődött a csatár újbóli klubváltása. Sarri annak ellenére kizárta Abraham visszatérését, hogy Giroud sérüléssel bajlódott, és a Chelsea-nek problémái adódtak a gólszerzéssel. A Wolverhampton kitartó kérője volt januárban, ő azonban a maradás mellett döntött. A gólokkal januárban sem maradt adós: a QPR és az Ipswich kapujába kétszer-kétszer talált be, valamint gólt szerzett a Hull City ellen is. Az Aston Villa tavasszal kezdte meg felzárkózását a középmezőnyből. Márciustól kezdve zsinórban 9 mérkőzést nyertek meg a bajnokságban a Bolton elleni bajnokival bezárólag, ahol Abraham előbb betalált, majd sérülést szenvedett, így az alapszakasz hátralévő meccseit ki kellett hagynia. Mivel a csapat az 5. helyen végzett, rájátszásban vehetett részt a feljutásért, ahol a támadó már ismét bevethető állapotban volt. A West Bromwich elleni elődöntő első mérkőzésén gólt szerzett, az Aston Villa pedig bejutott a döntőbe, ahol a Derby County elleni győzelemmel biztosították feljutásukat az első osztályba. Sikeres szezonjának köszönhetően az idény álomcsapatába is beválasztották.

### Chelsea: 2019–2021

#### 2019–2020
A 2019-es nyári előszezont a Chelsea első keretével kezdte meg. Frank Lampard személyében a csapat élén olyan edző dolgozott, aki számított a fiatalabb játékosokra, Abraham mellett többek között Mason Mount és Fikayo Tomori is a felnőttcsapattal dolgozott a felkészülési időszakban. Abraham az első gólját a Barcelona ellen szerezte egy Japánban megrendezett barátságos tornán, augusztus elején pedig betalált a Borussia Parkban a Mönchengladbach kapujába is. Augusztus elején hivatalossá vált, hogy a 9-es mezben fog játszani a szezon során.

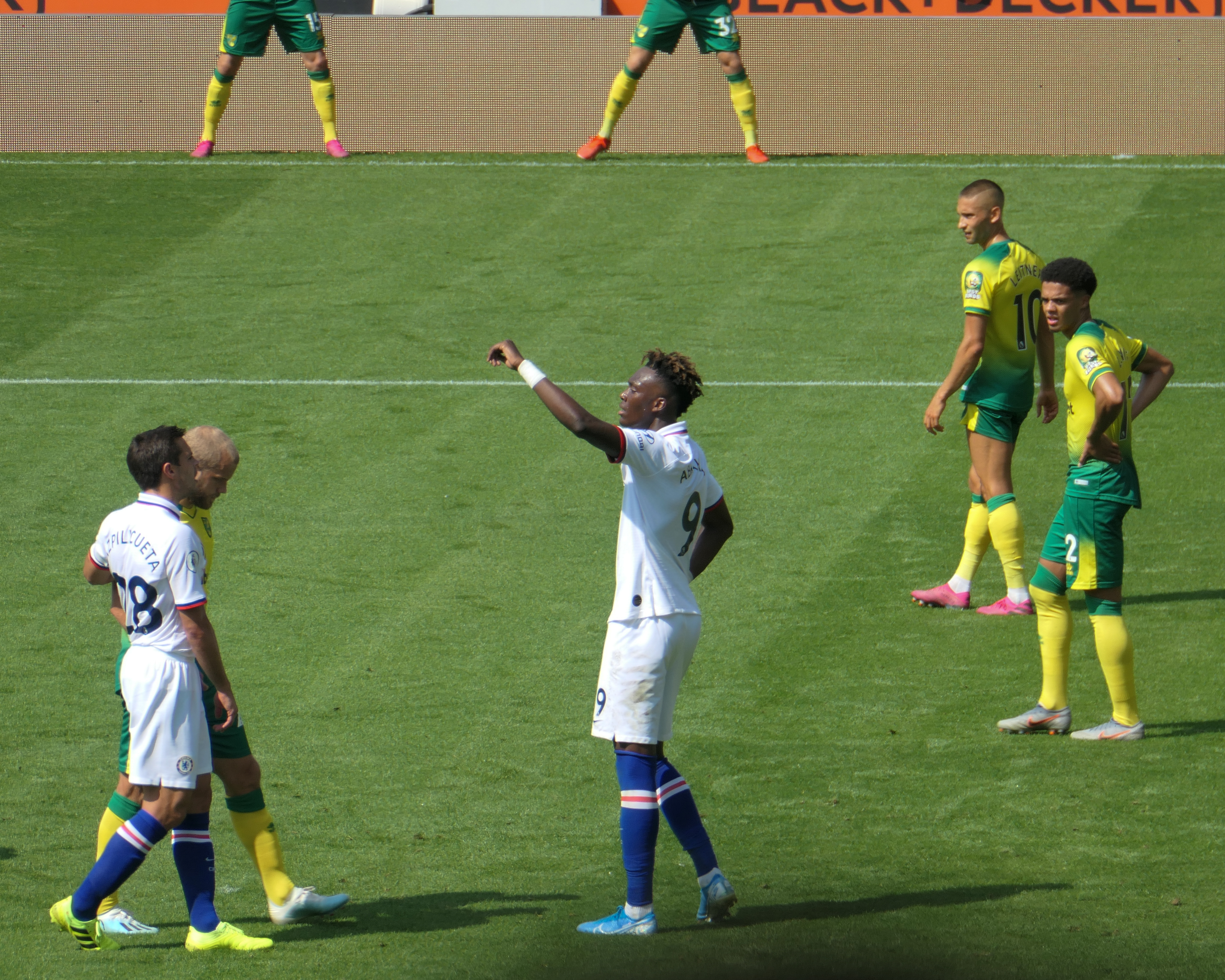
Abraham a Norwich ellen mesterhármast szerzett

A szezon első tétmérkőzésén Lampard egyből a kezdőcsapatba jelölte őt, 66 percet töltött a pályán a Manchester United elleni 4–0-s vereséggel végződő találkozón. Három nappal később csereként állt be a Liverpool elleni UEFA-szuperkupa mérkőzésen, ahol előbb kiharcolt a hosszabbításban egy tizenegyest, amit Jorginho értékesített, majd a büntetőpárbajban kihagyta a saját tizenegyesét, így a Liverpool nyerte meg a kupát. A hiba miatt a találkozót követően számos rasszista üzenetet kapott a közösségi média felületein.
Abraham számára kiválóan kezdődött a bajnoki szezon. 2019. augusztus 24-én két gólt szerzett a Norwich ellen, ezzel 1998 óta ő lett a Chelsea történetének legfiatalabb duplázója, csapata pedig megnyerte a meccset 3–2-re, ami az új idény első győzelmét jelentette számukra. Egy hét múlva a Sheffield kapuját szintén kétszer vette be, arra pedig utoljára 2010-ben volt példa, hogy egy angol játékos zsinórban kétszer duplázzon az angol bajnokságban. A válogatott szünet után ott folytatta, ahol abbahagyta: mesterhármast ért el a Wolverhapton ellen 5–2-s győzelem során, és a Chelsea történetének legfiatalabb triplázója lett. Szeptemberben a Valencia ellen debütált a Bajnokok Ligájában, a következő fordulóban pedig megszerezte első gólját a sorozatban a Lille otthonában. Az év végéig folyamatosan a kezdőcsapat tagja volt, csupán a West Ham elleni bajnokit kellett kihagynia egy kisebb csipősérülés miatt. December elején a BL-csoportkör utolsó mérkőzésén ismét betalált a Lille ellen, pár héttel később pedig a 87. percben szerzett győztes gólt az Arsenal otthonában vívott rangadón. Január 21-én bokasérülést szenvedett az Arsenal elleni bajnokin, ami miatt néhány mérkőzésről hiányzott, majd február végén a Bayern elleni BL-találkozón ismét megsérült.
A járvány miatti több hónapos szünetet követően júniustól indultak újra a versenysorozatok. Bár Abraham ekkor már egészséges volt, és a szezon összes hátralévő mérkőzésén játszott, gyakran csak Giroud cseréjeként szerepelhetett. Július 7-én a Crystal Palace ellen a padról beszállva szerzett győztes gólt, a Bayern elleni nyolcaddöntő augusztusi visszavágóján csapata egyetlen találatát jegyezte. 47 tétmérkőzésen 18 gólt szerzett az idény folyamán, ebből tizenötöt a bajnokságban, hármat pedig a BL-ben.

#### 2020–2021
2020 nyarán a Chelsea leigazolta Timo Wernert az RB Leipzig csapatától, a német válogatott játékos személyében így komoly riválist kapott Abraham. Ennek ellenére Lampard folyamatosan számított rá az ősz folyamán, hol kezdőként, hol csereként beállva. Szeptember 23-án, a Ligakupa harmadik körében gólt lőtt és két gólpasszt osztott ki a Barnsley ellen 6–0-ra megnyert mérkőzésen, három nappal később a 93. percben szerzett találatával mentett pontot csapatának a West Bromwich otthonában. Novemberben első BL-gólját is meglőtte az idényben a Rennes elleni csoportmérkőzésen.

### AS Roma
2021. augusztus 17-én aláírt öt évre az olasz AS Roma csapatához. Az átigazolási díj mellett a szerződésben foglalták, hogy 2023 júniusában 80 millió euróért visszavásárolhatja a Chelsea csapata.

### AC Milan
2024. augusztus 30-án az AC Milan kölcsönvette a 2024–2025-ös szezon végéig.

### A válogatottban
Abraham az U18-as korosztályban játszott először az angol válogatottban, az olaszok ellen idegenben elszenvedett 2–0-s vereség alkalmával. Ebben a korosztályban 5 mérkőzésen 2 gólt szerzett, mindkettőt Svájc ellen. Az U19-es csapatban a Finnország és Grúzia elleni selejtezőkön fontos gólokat szerzett. Barátságos mérkőzésen Hollandia ellen a 88. percben talált be, Japán ellen pedig duplázni tudott. Tagja volt az U19-es EB-n bronzérmet szerző csapatnak. Az U21-eseknél 2016-ban debütált Kazahsztán ellen, következő mérkőzésén két góllal vette ki a részét Bosznia-Hercegovina 5–0-s legyőzéséből. 2019-ben tagja volt az angol U21-es EB-keretnek, és gólt szerzett a románok elleni csoportmérkőzésen.
Bár Abraham Angliában született, szülei nigériai származásúak, így az afrikai ország labdarúgó-szövetsége szerette volna, ha Abraham Nigériát képviseli a felnőtt korosztályban. 2017-ben találkozott is a nigériai szövetség elnökével, aki egyébként az apja jóbarátja, viszont tájékoztatta az angol szövetséget, hogy ennek ellenére továbbra is elérhető marad az angol válogatott számára. Novemberben meg is kapta a behívót Gareth Southgate-től a németek és a brazilok elleni barátságos mérkőzésekre. Előbbiek ellen mutatkozott be a válogatottban, a találkozó 0–0-s döntetlennel ért véget. Első gólját 2019 novemberében szerezte a Montenegró elleni 7–0-s győzelemmel záródó EB-selejtező alkalmával.  2020 októberében a koronavírus-járvány miatt hozott szabályozásokat megszegve 20 fős születésnapi partit rendezett, amelyen Jadon Sancho és Ben Chilwell is részt vettek. A szövetség nem büntette meg a triót, azonban biztonsági okokból a Wales elleni mérkőzést ki kellett hagyniuk. Bár Abraham tesztje – és a többek tesztje is – negatív lett, Southgate a belgák és a dánok ellen sem számított rá, novemberben viszont már ismét szerepelhetett a válogatottban az írek ellen.

## Magánélete
Abraham London déli részén, Camberwellben nőtt fel, nigériai szülők gyermekeként. Egy fiú és egy lánytestvére van, öccse, Timmy szintén profi labdarúgó. Gyerekként gyakran játszottak együtt válogatottbeli csapattársával, Jadon Sanchóval. 2017 januárjában közúti balesetet okozott csapattársa Mercedesével Bristolban. Az incidens idején nem volt még érvényes jogosítványa, de két hónappal később sikeres vizsgájának köszönhetően megszerezte az engedélyt.

## Sikerei, díjai

### Klub
Chelsea
- Ifjúsági FA-kupa: 2014–15, 2015–2016[2]
- UEFA Ifjúsági Liga: 2014–2015, 2015–2016[2]
- FA-kupa döntős: 2020[103]

Aston Villa
- Championship rájátszás: 2018–2019[59]

### Válogatott
Anglia U21
- Touloni Ifjúsági Torna: 2018[104]

### Egyéni elismerések
- Championship a hónap játékosa a szurkolóknál: 2016. szeptember[13]
- Championship a hónap fiatal játékosa: 2016. szeptember[14]
- Bristol City az év játékosa: 2016–2017[19]
- Bristol City az év fiatal játékosa: 2016–17[19]
- Bristol City a szezon házi gólkirálya: 2016–17[19]
- Championship a hónap játékosa: 2018. november[48]
- Championship az év csapata: 2018–2019[60]
- London Football Awards az év játékosa: 2019–2020[105]
- London Football Awards az év fiatal játékosa: 2019–2020[105]

## Statisztikák

### Klubokban
Utolsó frissítés: 2020. november 7.
| Szezon    | Klub         | Liga           | Liga      | Liga      | FA-kupa   | FA-kupa   | Ligakupa  | Ligakupa  | Európa    | Európa    | Egyéb     | Egyéb     | Összesen | Összesen |
| Szezon    | Klub         | Bajnokság      | Mérk.     | Gólok     | Mérk.     | Gólok     | Mérk.     | Gólok     | Mérk.     | Gólok     | Mérk.     | Gólok     | Mérk.    | Gólok    |
| --------- | ------------ | -------------- | --------- | --------- | --------- | --------- | --------- | --------- | --------- | --------- | --------- | --------- | -------- | -------- |
| 2015–2016 | Chelsea      | Premier League | 2         | –         | –         | –         | –         | –         | –         | –         | –         | –         | 2        | –        |
| 2016–2017 | Bristol City | Championship   | 41        | 23        | 3         | –         | 4         | 3         | –         | –         | –         | –         | 48       | 26       |
| 2017–2018 | Swansea City | Premier League | 31        | 5         | 5         | 2         | 3         | 1         | –         | –         | –         | –         | 39       | 8        |
| 2018–2019 | Chelsea      | Premier League | –         | –         | –         | –         | –         | –         | –         | –         | 1         | –         | 1        | –        |
| 2018–2019 | Aston Villa  | Championship   | 37        | 25        | –         | –         | –         | –         | –         | –         | 3         | 1         | 40       | 26       |
| 2019–2020 | Chelsea      | Premier League | 34        | 15        | 3         | –         | 1         | –         | 8         | 3         | 1         | –         | 47       | 18       |
| 2020–2021 | Chelsea      | Premier League | 7         | 2         | –         | –         | 2         | 1         | 3         | 1         | –         | –         | 12       | 4        |
| Összesen: | Összesen:    | Összesen:      | Összesen: | Összesen: | Összesen: | Összesen: | Összesen: | Összesen: | Összesen: | Összesen: | Összesen: | Összesen: | 189      | 82       |

1. ↑  Community Shield
2. ↑  Championship rájátszás
3. 1 2  UEFA-bajnokok ligája
4. ↑  UEFA-szuperkupa

### Válogatottban
Utolsó frissítés: 2020. november 12.
| Csapat    | Év        | Mérk. | Gólok |
| --------- | --------- | ----- | ----- |
| U18       | 2014      | 1     | 0     |
| U18       | 2015      | 4     | 2     |
| Összesen: | Összesen: | 5     | 2     |

| Csapat    | Év        | Mérk. | Gólok |
| --------- | --------- | ----- | ----- |
| U19       | 2015      | 7     | 4     |
| U19       | 2016      | 7     | 1     |
| Összesen: | Összesen: | 14    | 5     |

| Csapat    | Év        | Mérk. | Gólok |
| --------- | --------- | ----- | ----- |
| U21       | 2016      | 4     | 2     |
| U21       | 2017      | 9     | 3     |
| U21       | 2018      | 9     | 2     |
| U21       | 2019      | 3     | 1     |
| Összesen: | Összesen: | 25    | 8     |

| Csapat    | Év        | Mérk. | Gólok |
| --------- | --------- | ----- | ----- |
| Anglia    | 2017      | 2     | 0     |
| Anglia    | 2019      | 2     | 1     |
| Anglia    | 2020      | 1     | 0     |
| Összesen: | Összesen: | 5     | 1     |

## Felhasznált információk
- Tammy Abraham pályafutásának statisztikái a Soccerbase.com oldalon
- Tammy Abraham-talentshunter.eu
- Tammy Abraham profilja a thefa.com oldalon[halott link]
- Tammy Abraham profile Transfermarkt.com
- Tammy Abraham profilja a Chelsea hivatalos oldalán Archiválva 2019. augusztus 25-i dátummal a Wayback Machine-ben